# 聖者約翰座堂

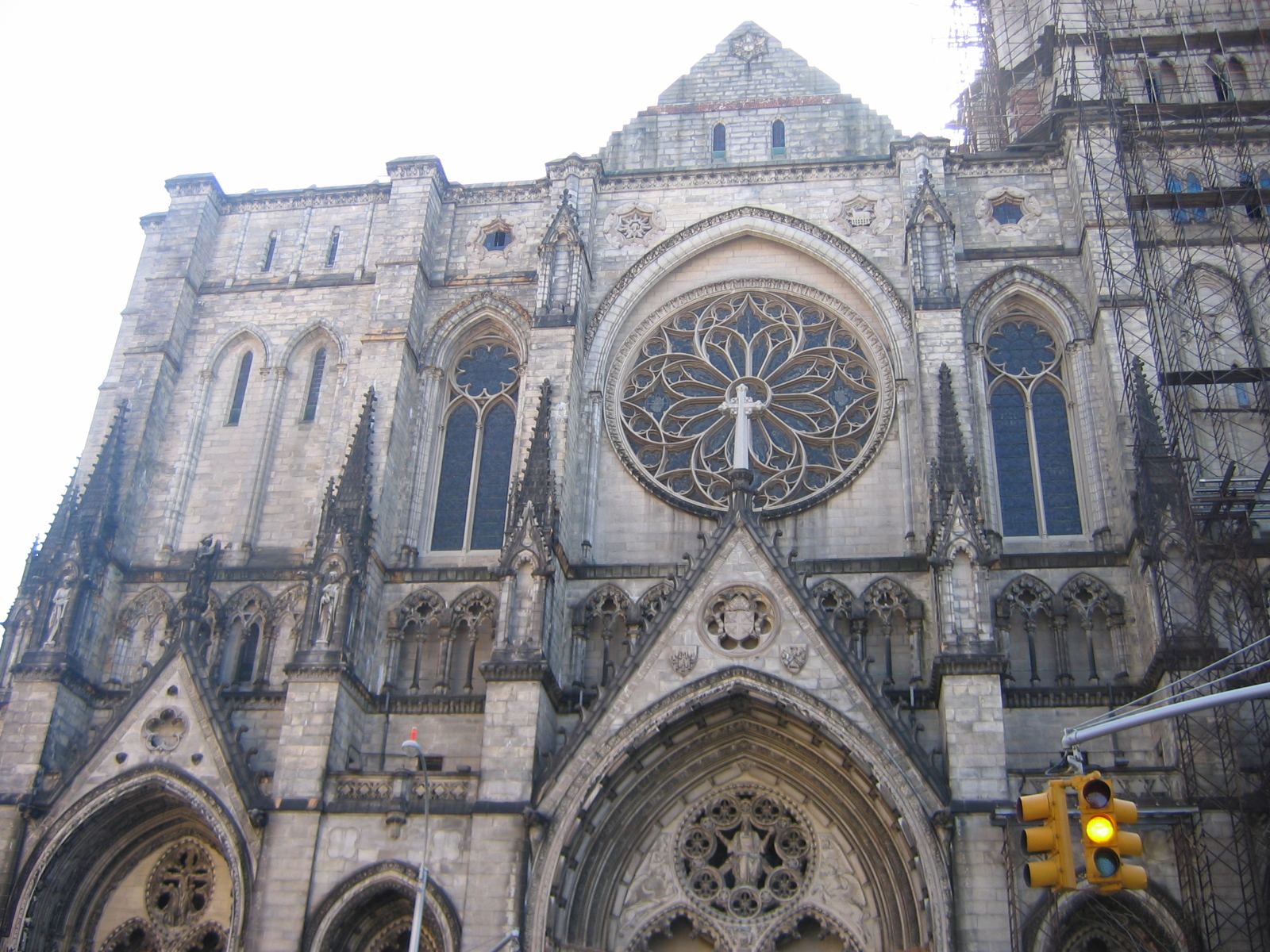
西立面与玫瑰窗

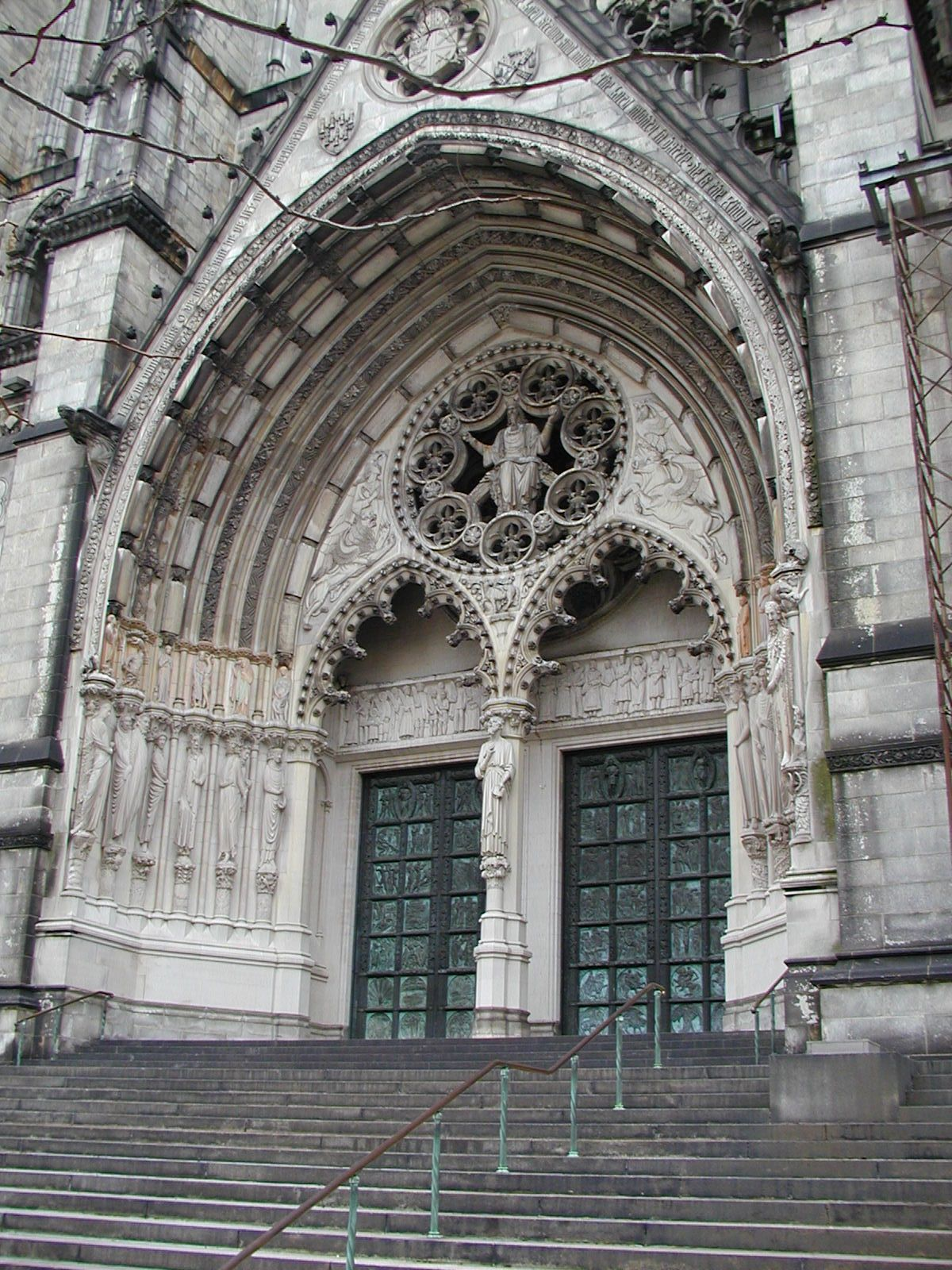
阿姆斯特丹大道的主要入口

聖者約翰座堂（The Cathedral Church of Saint John the Divine），是圣公会纽约教区的座堂，位于曼哈顿晨边高地的阿姆斯特丹大道1047号（介于又名座堂街的西110街与113街之间），是纽约著名的游览胜地，号称世界最大的圣公会座堂（与利物浦座堂有争议）、世界前五大基督教堂。
此座堂于1888年設計完成，1892年开工建设。建设过程中，经历风格的彻底改变和两次世界大战的中斷，至今尚未完成，仍在持续建造中。

## 历史

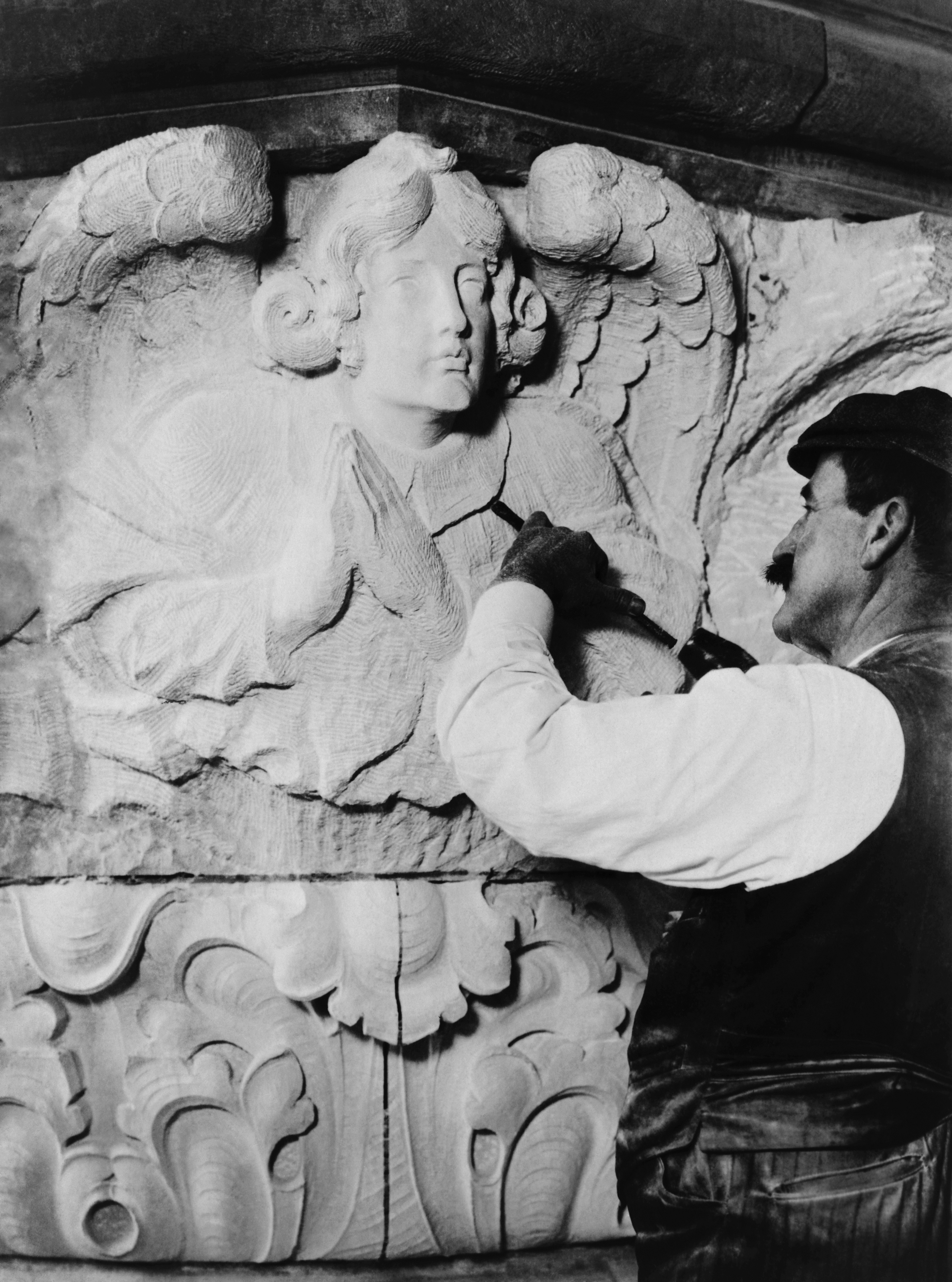
1909年，正在雕刻天使的雕刻家

1887年，一塊面積達11.5英畝（47,000 m²）的地被買下後，作為此座堂之用，之後，座堂進行了教堂設計招標，隔年採用了紐約設計師喬治·路易斯·韓司和約翰·拉法吉的拜占庭兼羅馬式建築設計。
1892年12月27日開始動工。此工程耗資相當大，原因在於床岩須等到挖至72呎深時才能開挖。此座堂的宗教儀式始於1899年（在地下室舉行）。
1909年座堂圓頂完工後，原本預定的拜占庭兼羅馬式建築設計被換成法國哥德式建築風格，因此座堂的中殿以及半圓形的拱頂房間為哥德式，而座堂圓頂下的十字中心點仍保留羅馬式建築風格。其中一位建築師喬治·韓司在1907年逝世，使得管理人員不知該如何與另一位建築師約翰·拉法吉共事。1911年，座堂唱詩班的席位和十字中心點對外開放，不過其實當初應該由哥德式尖塔取代。
中廊和西側外牆在1925年開始建設，中廊內的第一個禮拜儀式是在珍珠港被轟炸的前一天举行。之後，主教認為教堂的資金應該用在慈善上，美國也剛好面臨二次世界大戰，人力缺乏，因此座堂的建設計畫中止。詹姆士·帕克斯·摩頓教士在1972年當上座堂的司祭長後，促導了座堂的復工計畫，1979年保羅·穆爾二世教士決定復工計畫開始實施，同時也能訓練年輕人石匠的技能，提供他們新的工作技能。1979年，紐約市長愛德·寇斯在揭幕儀式上語帶嘲諷的說：「有人告訴我一些雄偉的座堂需花費500年才能建設完成，但我想提醒大家目前才到第一個百年階段而已。」
座堂兼塔的建設直到1990年代早期才開始，但又因資金不足停工。2001年12月8日燒掉了管風琴，並燻黑了很多古董。
之後，座堂南側尖塔上大量腐蝕的鷹架才於2007年拆除，同時尖塔的某些部分也被移除了，看起來較矮短。2008年六月才修復完成重新開放。
由於有石頭雕刻家賽門·維諾地和珍·克勞蒂·瑪丘尼的貢獻，座堂西側立面入口的雕像在1997年完成，之後沒有任何進展，而新一代的雕刻家也轉往其他計畫。

## 座堂內外觀描述

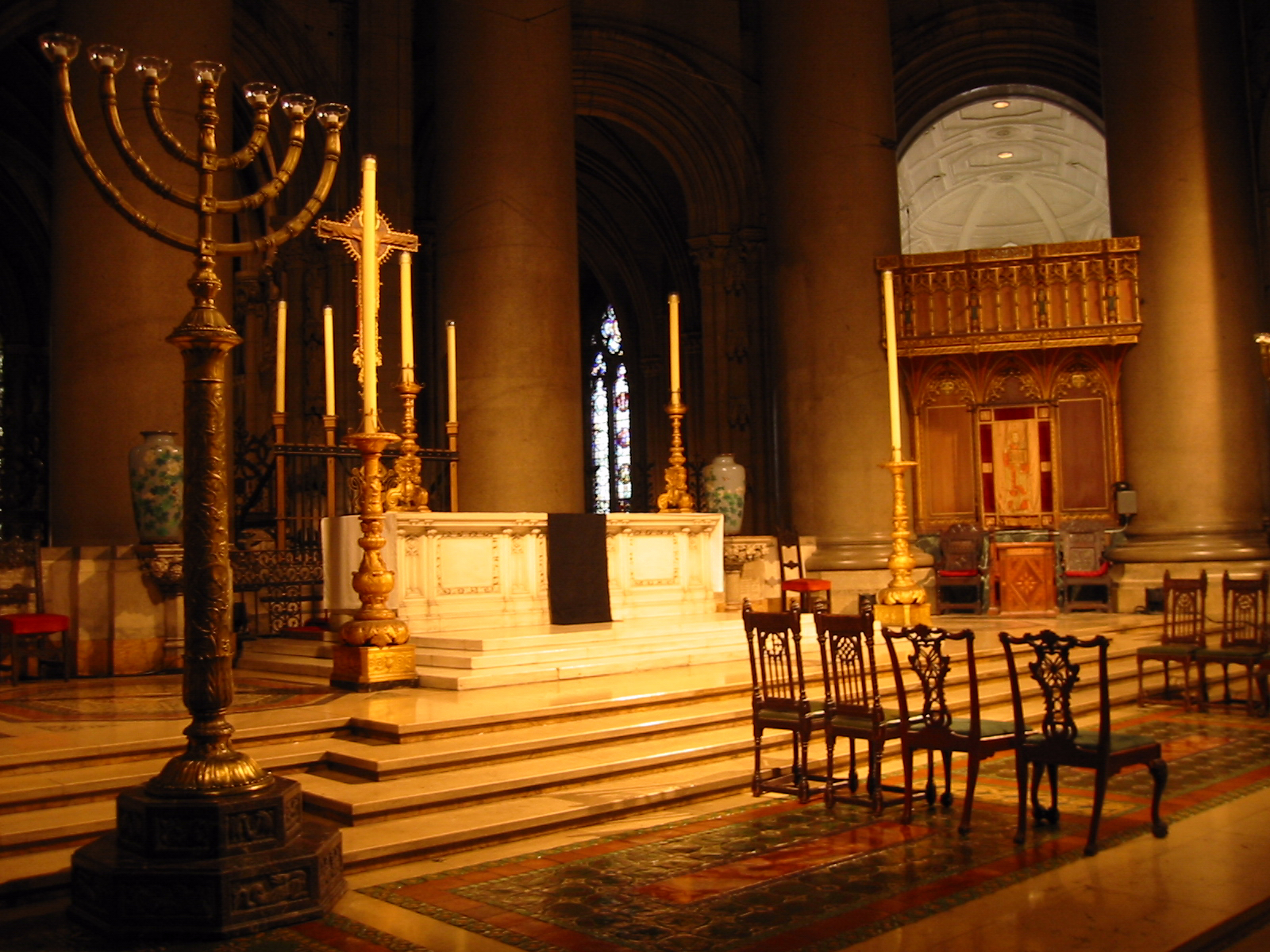
祭坛